# Pavelló Sert
El Pavelló Sert és una obra racionalista d'Arenys de Mar (Maresme) inclosa a l'Inventari del Patrimoni Arquitectònic de Catalunya.

## Descripció
És un edifici blanc que es recolza sobre una base de pedra, i consta de dos mòduls educatius, separats per un corredor d'accés, amb distribuïdor i serveis. Està compost per cinc crugies, cadascuna coberta per una volta catalana que no se subjecta a les parets, sinó sobre jàsseres, i que augmenten l'amplitud de l'espai. Les aules donen a una terrassa orientada al sud que serveix per donar classes a l'aire lliure i està protegida per una llosa de formigó, com l'ala d'un avió, pròpia del primer racionalisme. Aquesta escola ha patit diversos canvis en tant que la seva funcionalitat al llarg del temps, així com part del seu aspecte original, amb modificacions interiors i exteriors que oculten la forma inicial.

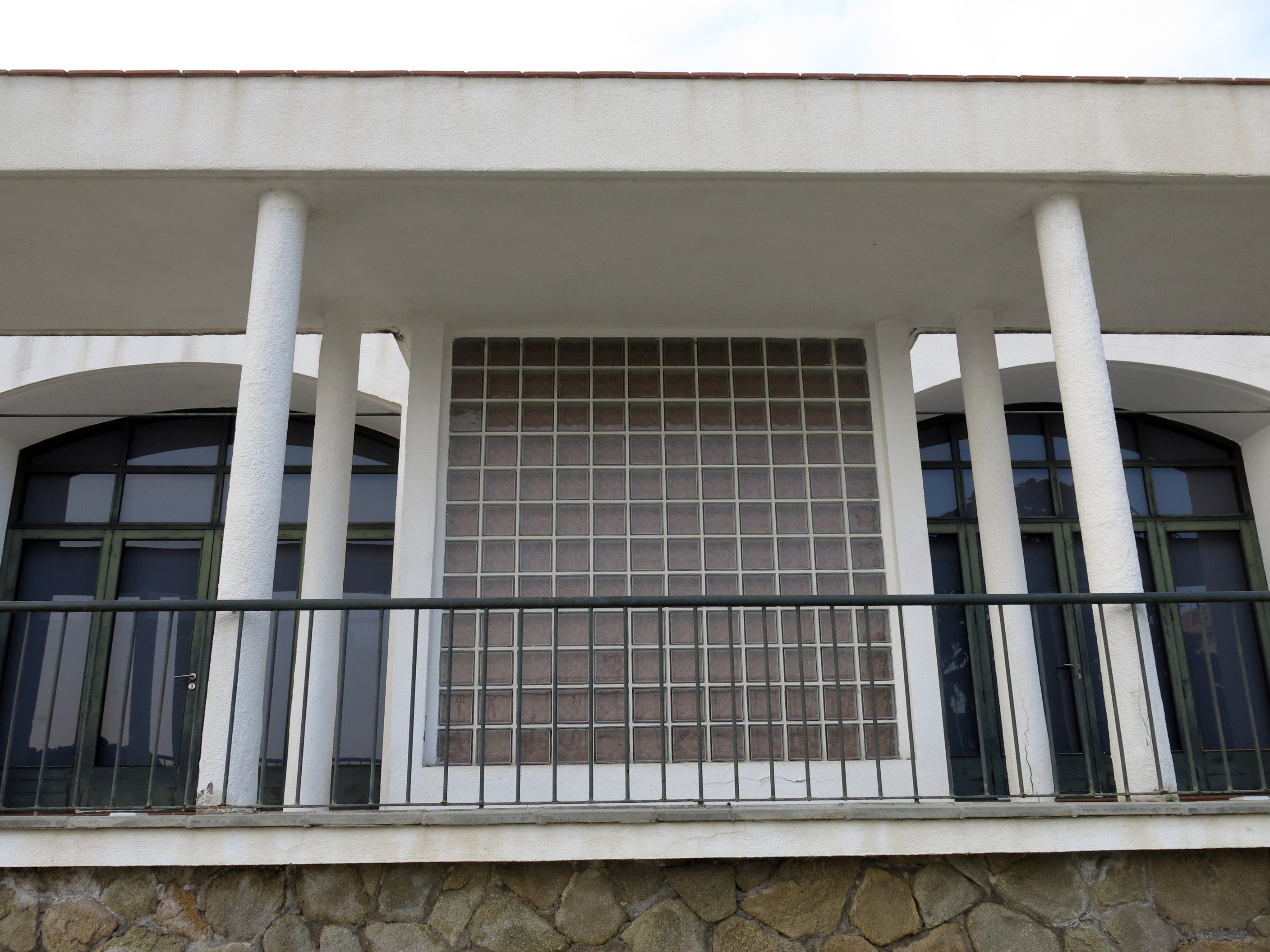
Detall de la terrassa

## Història
Aquesta escola va ser construïda com a annex de l'antic hospital per a nens amb tuberculosi Can Xifré, per tal que els nens ingressats poguessin continuar estudiant. Tenia una capacitat per a una vuitantena d'estudiants, però mai va funcionar com tal perquè va esclatar la Guerra Civil. Durant la dictadura es va utilitzar com a centre social de la Falange, i posteriorment com a habitatge del director del centre. L'encàrrec va ser del Segell Proinfancia, una organització creada el 1933 durant la Segona República, que tenia com a objectiu recaptar diners per a la construcció i manteniment d'edificis dedicats a la prevenció de la tuberculosi. Es finançava amb els diners que es recollien de la venda de segells de Nadal. Actualment és la seu del Centre de documentació i estudis Salvador Espriu de l'Ajuntament d'Arenys de Mar.